# Sericia sumbana
Sericia sumbana là một loài bướm đêm trong họ Erebidae.